# Gynacantha immaculifrons
Gynacantha immaculifrons är en trollsländeart som beskrevs av Fraser 1956. Gynacantha immaculifrons ingår i släktet Gynacantha och familjen mosaiktrollsländor. IUCN kategoriserar arten globalt som livskraftig. Inga underarter finns listade i Catalogue of Life.